# Fall Creek (Nowy Jork)
Fall Creek – rzeka w Stanach Zjednoczonych, w stanie Nowy Jork, w hrabstwie Tompkins. Rzeka rozpoczyna swój bieg w miejscowości Sempronius, a kończy uchodząc do jeziora Cayuga, w mieście Ithaca. Długość cieku nie została określona, natomiast powierzchnia zlewni wynosi 330 km². 

## Dopływy

### Lewostronne
- Beaver Creek
- Mud Creek
- Virgil Creek

### Prawostronne
- Lake Como Outlet
- Webster Brook
- Mill Creek